# Tierra y Libertad, Villaflores
Tierra y Libertad är en ort i Mexiko.   Den ligger i kommunen Villaflores och delstaten Chiapas, i den sydöstra delen av landet, 700 km sydost om huvudstaden Mexico City. Tierra y Libertad ligger 1 158 meter över havet och antalet invånare är 708.
Terrängen runt Tierra y Libertad är bergig åt sydväst, men åt nordost är den kuperad. Runt Tierra y Libertad är det ganska glesbefolkat, med 45 invånare per kvadratkilometer. Närmaste större samhälle är Tonalá, 17,4 km söder om Tierra y Libertad. I omgivningarna runt Tierra y Libertad växer i huvudsak städsegrön lövskog.